# Phreatoicus shephardi
Phreatoicus shephardi là một loài chân đều trong họ Phreatoicidae. Loài này được Sayce miêu tả khoa học năm 1900.